# Cabaj-Čápor
Cabaj-Čápor (in ungherese Cabajcsápor) è un comune della Slovacchia facente parte del distretto di Nitra, nella regione omonima.